# Cantuaria apica
Cantuaria apica là một loài nhện trong họ Idiopidae.
Loài này thuộc chi Cantuaria. Cantuaria apica được Raymond Robert Forster miêu tả năm 1968.